# Elizabeta Nishica
Elizabeta Karabolli, coniugata Nishica (13 febbraio 1958), è un'ex tiratrice a segno albanese.

## Biografia
Specializzata nel tiro a segno, nelle discipline della pistola 10 metri aria compressa e nella pistola 25 metri, ha disputato una edizione dei campionati mondiali a Milano 1994, dove si è classificata, nelle due specialità, rispettivamente al 55º e 23º posto.
Ha partecipato altresì a diverse edizioni dei campionati europei salendo sul podio in tre differenti occasioni: si è aggiudicata la medaglia di bronzo a Roma 1977, quella d'argento a Hämeenlinna 1978 e quella d'oro, divenendo la prima albanese a vincere i campionati europei di tiro, a Francoforte 1979; in tutte e tre le occasioni sempre nella specialità della pistola 25 metri.

## Palmarès

### Campionati europei
- 3 medaglie:
  - 1 oro (pistola 25 metri a Roma 1977).
  - 1 argento (pistola 25 metri a Hämeenlinna 1978).
  - 1 bronzo (pistola 25 metri a Francoforte 1979).